# Willa Kryształ w Krakowie
Willa Kryształ (także Pałacyk Kryształ) – zabytkowa kamienica znajdująca się w Krakowie, w dzielnicy XIII Podgórze przy ulicy Lwowskiej 30, w Podgórzu.

## Historia
Budynek wzniesiono w latach 1889–1891 według projektu Stanisława Serkowskiego na zamówienie Jakuba i Teresy Geislerów. Wykonawcą wilii był majster Ludwik Struzik. 5 lat później dobudowano narożnik północno-zachodni i bramę wjazdową zaprojektowane przez Beniamina Torbego.
Nieruchomość w 1916 roku zakupiła firma „Kryształ”, którą  założyli warszawscy cukiernicy – Antoni i Witold Sobolewscy. Według innego źródła już w 1914 roku Witold Sobolewski zarejestrował w tym miejscu spółkę pod nazwą: „Kryształ” - Polska Fabryka Cukrów i Czekolady wyrabianych systemem Witolda Sobolewskiego Spółka z o.o., która od 1923 roku zmieniła nazwę na: Parowa Fabryka Cukrów i Czekolady „Kryształ” Spółka z o.o..
 
Nazwa wilii, kojarząca się z nazwą fabryki słodyczy mieszczącej się za pałacykiem (zachowane budynki) jest związana głównie z jej znakiem firmowym – soból (od nazwiska Sobolewskich) trzymający w łapkach kryształek cukru.
W 1922 roku przeprowadzono przebudowę nieruchomości i dobudowano oficynę.

## Opis
Pałacyk w stylu historyzmu z elementami neobaroku charakteryzuje się bogatą dekoracją architektoniczną. Najbardziej dekoracyjna jest kondygnacja pierwszego piętra, gdzie zastosowano kamienne obramienia okien oraz putta. Na dachu po bokach znajdują się dwa hełmy, u podstawy których widnieje data – 1891. Po lewej stronie wybudowano bramę wjazdową z kratą, po prawej oficynę z tarasem na daszku, z kutą balustradą, niższą niż reszta budynku.
 Kamienica miała bogaty wystrój wnętrz – szerokie dębowe schody z podestami wykończonymi wielobarwnymi płytkami ceramicznymi, balustrady o toczonych tralkach. Płytki ceramiczne zdobiły także korytarze, a w mieszkaniach ułożono parkiety w tzw. polski wzór. Drzwi były także zdobione.